# The Main Ingredient

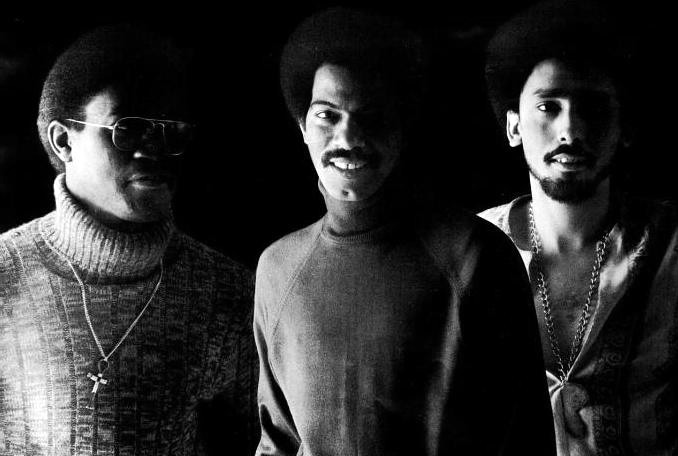
De oorspronkelijke bezetting van The Main Ingredient in 1970: v.l.n.r. Luther Simmons, Don McPherson en Tony Silvester

The Main Ingredient was een Amerikaanse soul-/r&b-groep, bekend van de hit Everybody Plays the Fool uit 1972.

## Carrière

### Beginjaren
De groep werd in 1964 opgericht in de New Yorkse wijk Harlem door leadzanger Donald McPherson (9 juli 1941 - 3 juli 1971), Luther Simmons Jr. (9 september 1942 – 9 mei 2016), en de geboren Panamees Tony Silvester (7 oktober 1941 – 26 november 2006). Ze noemden zich oorspronkelijk The Poets en namen hun eerste singles op voor het Red Bird-label van Leiber & Stoller. Vervolgens stapten ze over naar RCA en brachten ze een aantal singles uit als The Insiders. In 1968 ontstond de  definitieve groepsnaam; The Main Ingredient, ontleend aan een Coca-Cola-flesje.
Onder leiding van producer/arrangeur Bert DeCoteaux scoorde The Main Ingredient in 1970 drie r&b-top 30 hits die elkaar in succes overtroffen; You've Been My Inspiration, I'm So Proud (een cover van The Impressions), en Spinning Around (I Must Be Falling in Love) dat in de top 10 terechtkwam. In 1971 volgde Black Seeds Keep on Growing, geschreven door Don McPherson over zwart zelfbewustzijn. Datzelfde jaar sloeg het noodlot toe; McPherson (29) kwam op 3 juli 1971 onverwachts te overlijden aan de gevolgen van leukemie. Ontdaan door dit verlies gingen Tony Silvester en Luther Simmons verder met Cuba Gooding Sr. als nieuwe leadzanger. Gooding (vader van acteur Cuba jr.) was reeds bij de groep betrokken als achtergrondzanger op enkele singles en als invaller voor de zieke McPherson bij concerten.

### Succesperiode
Het Gooding-tijdperk ging in 1972 succesvol van start met Everybody Plays the Fool dat in de r&b-lijst tot #2 kwam en in de Billboard Hot 100 tot #3. Met meer dan één miljoen verkochte exemplaren (goed voor goud) werd het hun grootste hit. Het bijbehorende album Bitter Sweet werd een top 10-notering in de r&b-albumlijst. In 1973 verscheen de opvolger Afrodisiac waarvan enkele nummers door Stevie Wonder waren (mede)geschreven. De singles die van dit album werden getrokken deden het minder, maar in 1974 scoorde het trio met Just Don't Want to Be Lonely; #8 in de r&b-lijst en #10 in de Billboard Hot 100, en wederom meer dan een miljoen verkochte exemplaren. In het Verenigd Koninkrijk werd het in juli 1974 hun enige top 30-hit (#27). In 1975 nam de groep een aantal nummers op waaraan Leon Ware zijn compositorische medewerking verleende; deze sessie bracht de r&b-top-10-hit Rolling Down a Mountainside voort. Ondertussen bleek Tony Silvester andere ambities te koesteren die hij datzelfde jaar nog verwezenlijkte; hij bracht een soloalbum uit (Magic Touch)  en verliet de groep om een productieteam te vormen met DeCoteaux. Voor Ben E. King produceerden ze Supernatural Thing dat de top tien haalde in zowel de r&b-lijst als de Billboard Hot 100.

### Latere jaren

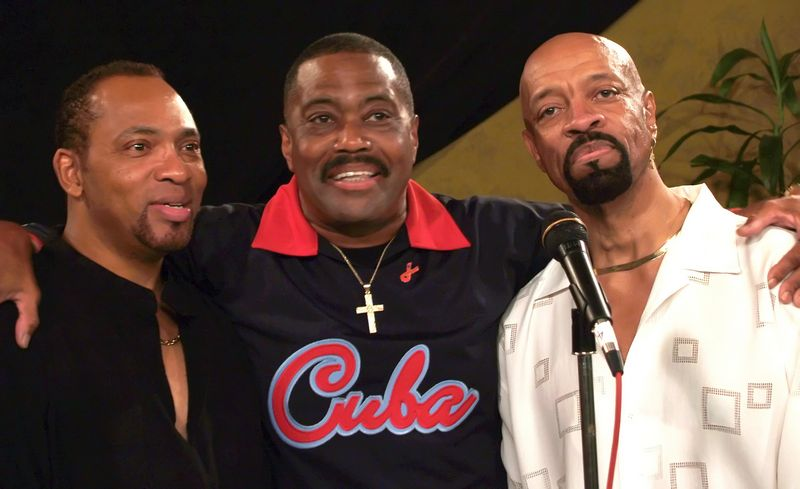
The Main Ingredient in 2008. De bezetting was toen Cuba Gooding, Sr. (midden), Jerome Jackson en Stanley Alston.

Silvester werd vervangen door Carl Tompkins, maar dit kon niet voorkomen dat de groep uiteenviel. Gooding vertrok in de periode 1977-78 en bracht twee soloalbums uit op Motown. Simmons liet de muziekindustrie voor het was en werd beurshandelaar. In 1979 kwamen Gooding, Silvester en Simmons weer bij elkaar om nog twee albums op te nemen als The Main Ingredient;  Ready for Love uit 1980 en I Only Have Eyes for You uit 1981 met de bescheiden hit Evening of Love. In 1986 volgde een tweede reünie, maar de op Zakia uitgebrachte single Do Me Right flopte waarna Simmons zich weer op zijn baan richtte. Jerome Jackson verving hem op het album I Just Wanna Love You dat in 1989 uitkwam op Polydor. In 1991 scoorde Aaron Neville een top tien-hit met een reggaeversie van Everybody Plays the Fool; dit leidde ertoe dat Gooding zijn solocarrière weer oppakte en in 1993 zijn derde album uitbracht. Silvester en Simmons begonnen in 1999 een nieuwe Main Ingredient met Carlton Blount als leadzanger; in deze bezetting werd het album Pure Magic uit 2001 opgenomen.
Ondertussen werd bij Tony Silvester de ziekte van Kahler vastgesteld; hij overleed op 26 november 2006. Simmons, het laatste originele groepslid, ging vlak daarna met pensioen; hij overleed op 9 mei 2016. Cuba Gooding Sr. werd op 20 april 2017 dood aangetroffen in zijn auto. De laatste jaren van zijn leven vormde hij The Main Ingredient met Jerome Jackson en Stanley Alston. Alston (66) overleed op 13 augustus 2020 aan ALS in zijn woonplaats Palm Coast, Florida.